# XIV Comando Administrativo Aéreo
El XIV Comando Aéreo Administrativo (XVI. Luftgau-Kommando) fue una unidad de la Luftwaffe durante la Segunda Guerra Mundial.

## Historia
Fue formado el 6 de septiembre de 1944 en Wiesbaden desde el Comando Administrativo Aéreo Norte Francia-Bélgica. Fue disuelto el 27 de marzo de 1945.

## Comandantes
- Coronel Rudolf von Katte – (6 de septiembre de 1944 – 20 de septiembre de 1944)
- Teniente General Martin Harlinghausen – (21 de septiembre de 1944 – 27 de marzo de 1945)

## Jefes de Estado Mayor
- Coronel Gròpler – (septiembre de 1944 – ?)
- Coronel Claus Hinkelbein – (? – 27 de marzo de 1945)

## Territorio Cubierto
- 6 de septiembre de 1944: se hizo cargo del antiguo territorio el XII Comando Administrativo Aéreo.
- 27 de marzo de 1945: el resto del territorio fue absorbido por el VII Comando Administrativo Aéreo.

## Bases
| 6 de septiembre de 1944 – 23 de febrero de 1945 | Wiesbaden |
| 23 de febrero de 1945 – marzo de 1945           | Nürnberg  |
| marzo de 1945 – 27 de marzo de 1945             | Eltville  |

## Orden de Batalla

### Unidades Subordinadas
- 14° Batallón de Comunicaciones Administrativa Aérea en Eltville (septiembre de 1944 – marzo de 1945)
- Comando de Base Aérea 4/VII en Würzburg (septiembre de 1944 – marzo de 1945)
- Comando de Base Aérea 12/VII en Neustadt-Weinstrasse/Mannheim (septiembre de 1944 – marzo de 1945)
- Comando de Base Aérea 13/VII en Gelnhausen (septiembre de 1944 – marzo de 1945)
- Comando de Base Aérea 4/XII en Obereisen bei Limburg (septiembre de 1944 – enero de 1945)
- 21° División Antiaérea en Darmstadt (septiembre de 1944 – febrero de 1945)

## Subordinados
| 6 de septiembre de 1944 – 27 de marzo de 1945 | Flota Aérea del Reich |